# 소립자 (소설)
《소립자》(프랑스어: Les Particules Élémentaires)는 프랑스의 소설가 미셸 우엘벡의 1998년 작품이다.